# 273 aC
El 273 aC va ser un any del calendari romà prejulià. Durant la República i l'Imperi Romà, era conegut com a any del consolat de Licí i Canina (o, més rarament, any 481 ab urbe condita o de la fundació de la ciutat). L'ús del nom «273 aC» per referir-se a aquest any es remunta a l'alta edat mitjana, quan el sistema Anno Domini va ser el mètode de numeració dels anys més comú a Europa.

## Esdeveniments

### Antiga Grècia
- Pirros retorna d'Itàlia i Sicília i envaeix Macedònia, expulsant Antígon II Gònatas fora de l'Alta Macedònia i de Tessàlia. Antígon intenta mantenir la posició dins de les ciutats macedònies costaneres. Les seves tropes l'abandonen i Pirros es converteix en rei de Macedònia.[2]

### República de Roma
- Aquest any són elegits cònsols Gai Fabi Dorsó Licí i Gai Claudi Canina.[3]
- Gai Claudi Canina obté un triomf per les seves victòries en la guerra contra els lucans, els samnites i probablement els brutis.[4]
- Aquest any es funden colònies a Cosa i Paestum i es rep una ambaixada del rei Ptolemeu II Filadelf.[5]

## Necrològiques
- El cònsol Gai Fabi Dorsó Licí mor durant el seu any de comandament.[3]